# St. Mauritius (München)

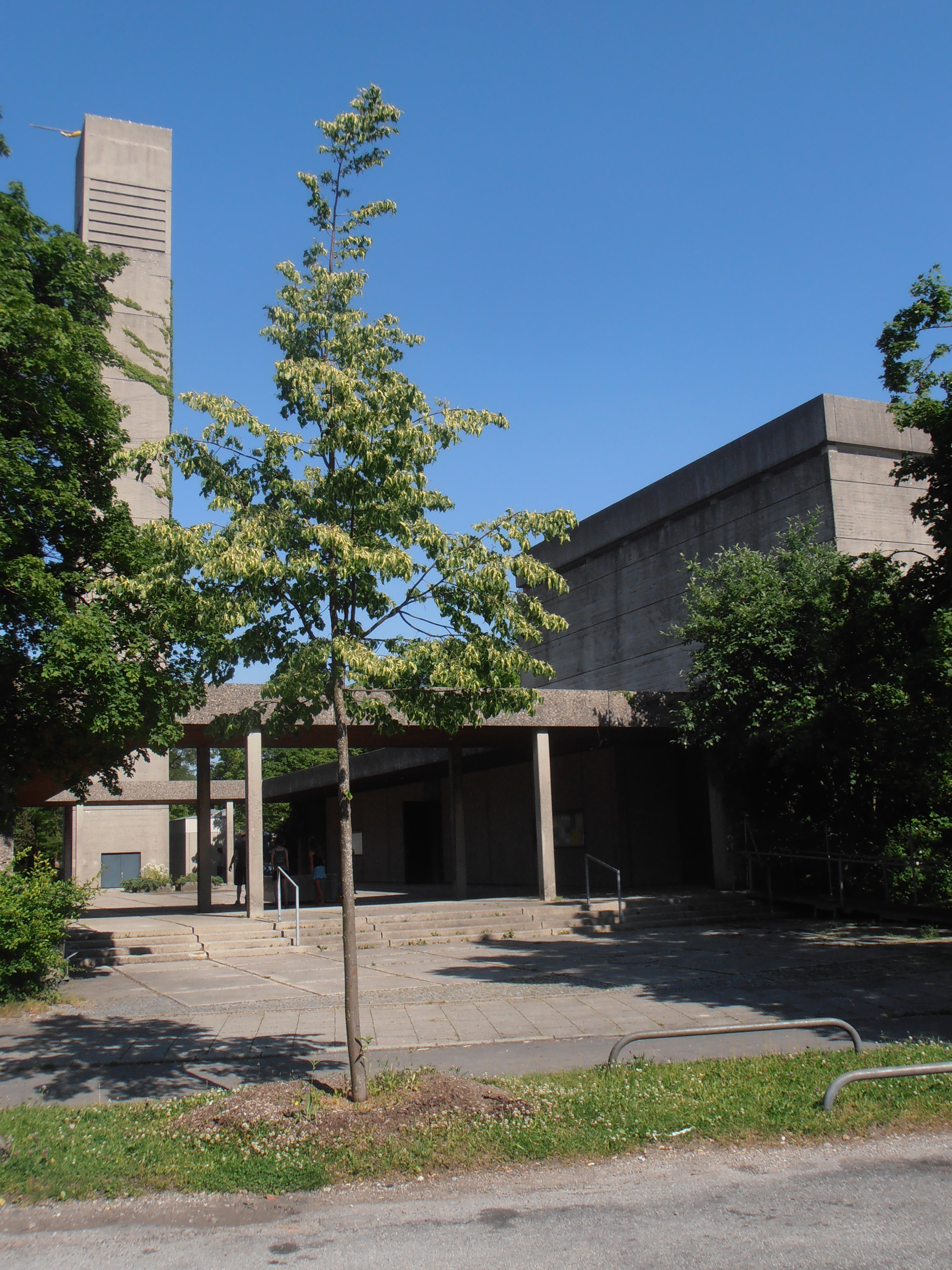
Kirchenbau von Südwesten

St. Mauritius ist ein Kirchenzentrum im Stil des Brutalismus, das 1967 im Münchner Stadtteil Moosach fertiggestellt wurde.

## Geschichte
Das Gemeindegebiet von St. Mauritius entstand als Abspaltung der Pfarrei St. Martin, nachdem die angewachsene Zahl der Katholiken in Moosach aufgrund starker Bautätigkeit südwestlich der Dachauer Straße einen zusätzlichen Seelsorgebezirk notwendig gemacht hatte. 
Die Kirchenstiftung St. Mauritius wurde 1952 gegründet, 1962 ein eigener Seelsorger bestellt und ein Kirchenzelt errichtet, das bereits im Folgejahr durch ein größeres ersetzt wurde. Im Oktober 1965 wurde mit dem Bau des heutigen Kirchenzentrums an der Templestraße 5 begonnen, im März 1966 der Grundstein gelegt. Die Einweihung des Kirchenbaus wurde im März 1967 gefeiert. Eine eigene Stadtpfarrei war St. Mauritius ab Oktober 1968. 
Priestermangel und rückläufige Katholikenzahlen führten zur Gründung des Pfarrverbandes München-Moosach und der Zusammenlegung der Gemeinden von St. Mauritius, St. Martin und Frieden Christi im Jahr 2014. 
Seit 2024 dürfen die Kirchenglocken wegen statischer Probleme nicht mehr läuten. Zudem werden die Gottesdienste aufgrund baulicher Mängel nicht mehr im Kirchenraum abgehalten, sondern im benachbarten Pfarrsaal. Es gibt Überlegungen, die Kirche zu verkaufen oder in ein Kulturzentrum umzuwidmen.

## Bauten

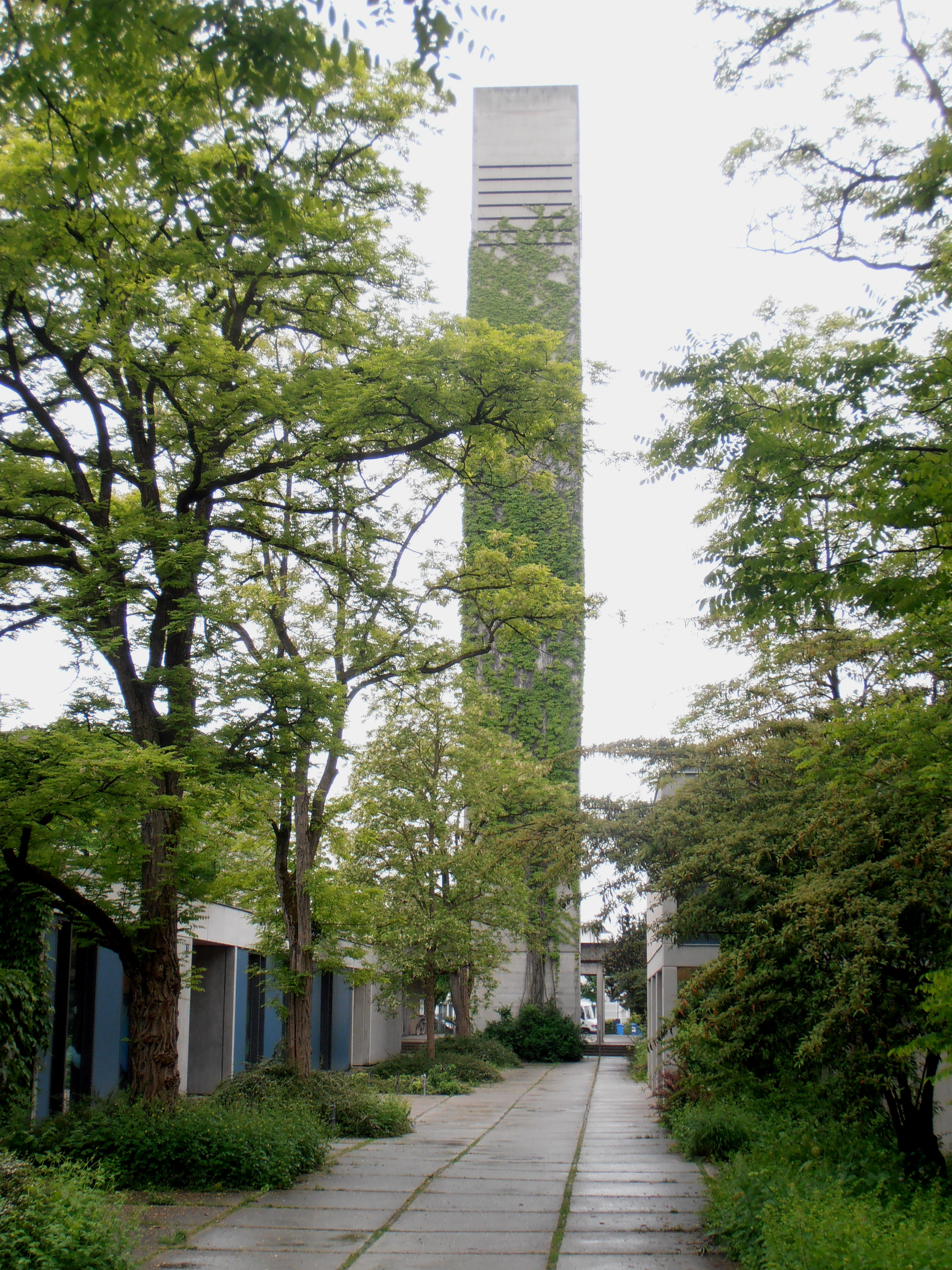
Fußweg, links Kindergarten

Das Kirchenzentrum wurde von den Architekten Herbert Groethuysen, Detlef Schreiber und Gernot Sachsse als städtebauliche Einheit geplant.
An einem Fußweg zwischen Templestraße und Hugo-Troendle-Straße reihen sich die Bauten des Kirchenzentrums aneinander. Von der Templestraße kommend passiert man zunächst das eingeschossige Mesnerhaus zur Linken. Es schließt sich der ebenfalls eingeschossige Kindergarten an; gegenüber, zur Rechten, steht das zweigeschossige Pfarrhaus, sein Eingang liegt unter einer Arkadenreihe. Der Turm steht in der Mitte des Weges, vor einem durch einen überdachten Gang gebildeten Hof, an dem rechts das Pfarrzentrum und links der Kirchenbau steht.
Alle Bauten sind durch einen strengen quaderförmigen Aufbau gekennzeichnet. Die Fassaden der Betonbauten sind in Sichtbeton gehalten, am Pfarrhaus, am Gemeindesaal und im unteren Teil der Kirche sind sie mit Waschbetonplatten verkleidet, am Kindergarten sind Teile der Fassade blau gestrichen. Das ursprüngliche Mesnerhaus wurde wegen Bauschäden 2005 abgerissen. Der Neubau, geplant vom Architekturbüro Unterlandstättner Schmöller ist dem Vorgänger stilistisch nachempfunden; er ist jedoch aus Kalksandsteinen gemauert, seine Fassade aus Betonfertigelementen vorgehängt.

## Kirchenraum

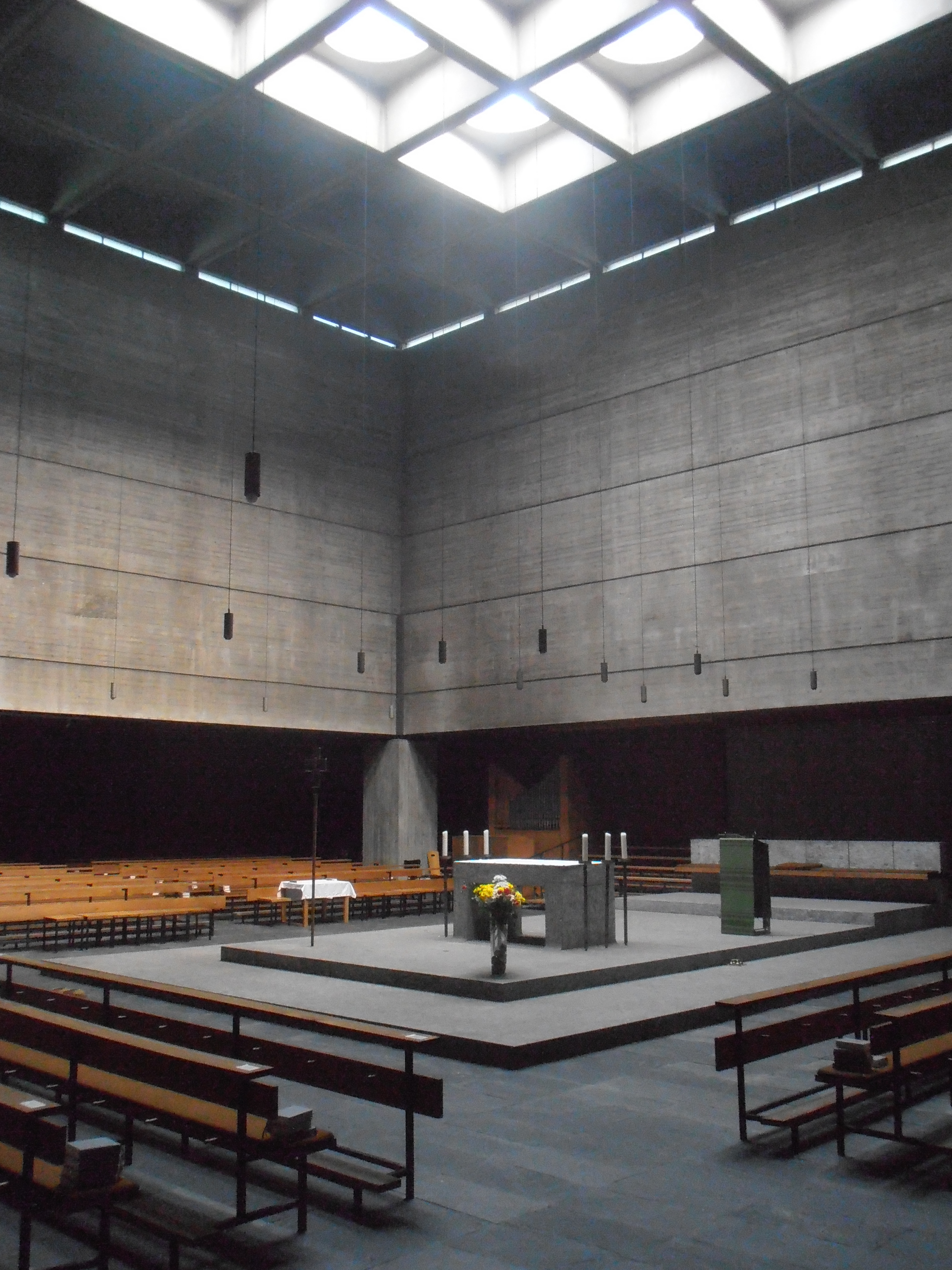
Kirchenraum

Der Hauptraum der Kirche ist eine quadratische Halle mit 21 Metern Seitenlänge und 14 Metern Höhe. Der Boden ist mit dunkelgrauem Quarzit belegt. Die Wände sind in schalungsrauhem Sichtbeton gehalten, die horizontalen Arbeitsfugen, an denen sich der schrittweise Aufbau in Betonlagen ablesen lässt, sind als Nut betont. Die Decke besteht aus einem Spannbetonrost und 49 vorgefertigten quadratischen Betonkassetten. Tageslicht fällt lediglich durch Kuppeln in neun der Deckenkassetten über dem Altarbereich und ein schmales Fensterband unter der Decke ein.
Die Bestuhlung folgt der Anlage des quadratischen Raumes: Der Altarbereich ist an drei Seiten von Bänken für die Gemeinde umgeben und trägt damit der zur Bauzeit gerade erst beschlossenen Liturgiereform des Zweiten Vatikanischen Konzils Rechnung; der der Gemeinde zugewandte Zelebrant steht an der vierten Seite des Altares.
Die Haupthalle ist umlaufend an allen vier Seiten von einem niedrigeren, nur dreieinhalb Meter hohen Raumteil umgeben; die Wände der Haupthalle ruhen allein auf einem Pfeiler in jeder der vier Ecken. Die Wände der umlaufenden niedrigen Raumteile sind mit Lochziegeln verkleidet, die Decken aus akustischen Gründen mit Holz. Das rechte Seitenschiff dient als Seitenkapelle, der Kreuzweg hängt an der Wand des niedrigen Raumteiles auf der linken Seite. An der rückwärtigen Wand ist neben dem Eingang Platz für die Beichtstühle und den Zugang zur Taufkapelle in einem eigenen kleinen Raum.

## Ausstattung

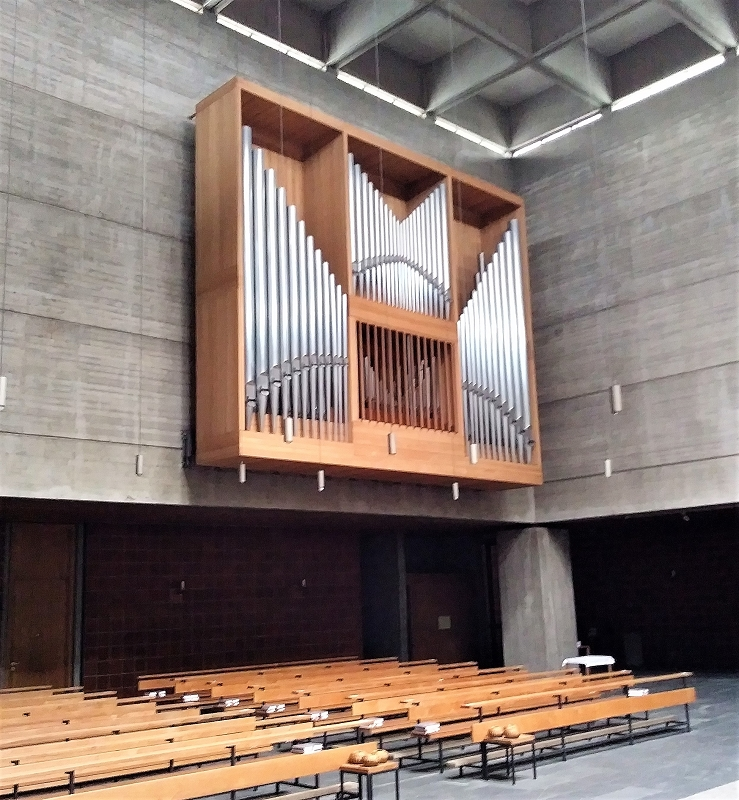
Orgel

Die Altarinsel, die Altäre und das Taufbecken wurden mit Montana-Granit gebaut. Der Kreuzweg an der linken Kirchenwand ist ein Werk von Edith Peres-Lethmate. Die 15 Stationen, mit der Auferstehung als letzter, sind aus Stahl geschweißt und mit in Bronze gegossenen Figuren bestückt. Zusammen mit den Zwischenstücken zwischen den Stationen ist der Kreuzweg elf Meter lang, die Stationen sind drei Viertelmeter hoch.
Als weitere Ausstattungsstücken sind zu nennen das Vortragskreuz im Altarraum und die Monstranz von Hans Berchtenbreiter.
Die Orgel stammt aus dem Jahr 1981 und wurde von Wilhelm Stöberl gefertigt. Das Instrument verfügt über vollelektrische Trakturen, das Positiv (Schola-Orgel) befindet sich ebenerdig im Altarraum hinter dem Spieltisch. Das Hauptwerk, Schwellpositiv und Pedal ist hängend an der gegenüberliegenden Kirchenwand angebracht.

## Architektonische Leitlinien
Herbert Groethuysen beschreibt in einem Beitrag in einem Kirchenführer zu St. Mauritius, der zur Zeit der Fertigstellung erschien, was die Architekten bei der Planung der Bauten und der Auswahl der gestalterischen Mittel leitete.
Die betont schlichte Architektur wird von den Architekten verstanden als Entsprechung zur Beschreibung der Liturgie wie sie in der Liturgiekonstitution des Zweiten Vatikanischen Konzils gegeben wird: Knapp und durchschaubar, versehen mit dem Glanz edler Einfachheit.
Der Kirchenbau in seiner Schmucklosigkeit und Modernität trägt der Überzeugung der Architekten Rechnung, dass die Welt der Religion nicht im Gegensatz steht zur Welt der Moderne und nicht im Gegensatz zum Leben in der Großstadt; - Gegensätze wie sie nach Ansicht Groethuysens von Architekten des Historismus und des Heimatstils im Kirchenbau zugrunde gelegt werden. Ein ähnliches Missverständnis liegt nach Groethuysen zugrunde, wenn möglichst ungewöhnliche, bizarre und aufregende Bauformen gewählt werden, um das vermeintlich Andersartige des Religiösen, das vermeintlich gegensätzliche zum normalen Leben des modernen Großstadtmenschen zum Ausdruck zu bringen; eine Tendenz, die er in vielen Kirchenbauten der Moderne nach dem Zweiten Weltkrieg sieht.

## Glocken
Die drei Glocken wurden 1966 von der Glockengießerei Karl Czudnochowsky in Erding gefertigt. Die 24 Zentner schwere Martins-Glocke ist auf dis1 gestimmt, die Marien-Glocke mit 14 Zentnern auf fis1 und die Michaels-Glocke, mit 10 Zentnern die kleinste, auf gis1.